# Jodmetan
Jodmetan eller metyljodid är en haloalkan med formeln CH3I.

## Framställning
Jodmetan framställs i en exoterm reaktion där jod tillförs en lösning av röd fosfor i metanol.
{\displaystyle {\rm {6\ CH_{3}OH+2\ P+3\ I_{2}\rightarrow 6\ CH_{3}I+2\ H_{3}PO_{3}}}}
En annan metod är att reagera dimetylsulfat ((CH3)2SO4) och kaliumjodid (KI) med kalciumkarbonat (CaCO3) som katalysator.
{\displaystyle {\rm {(CH_{3})_{2}SO_{4}+KI\rightarrow CH_{3}I+CH_{3}SO_{4}K}}}

## Användning
Eftersom jodmetan är öppen för sterisk interaktion med nukleofiler och jod är en idealisk lämnande grupp används jodmetan för metylering genom SN2-reaktion. Trots att jodmetan är giftigt brukar föredras framför klormetan och brommetan eftersom det är en vätska och därmed mer lättarbetad. Den är inte heller reglerad i montrealprotokollet. Industriellt brukar det lika giftiga men billigare ämnet dimetylsulfat användas.
Jodmetan spelar också en viktig roll i Monsanto-processen och Cativa-processen för framställning av ättiksyra.